# Шипибо-конибо (язык)
Шипибо-конибо (или шипибо) — один из наиболее распространённых паноанских языков. Количество носителей приблизительно 8000 человек из 26 000 членов союза племён шипибо-конибо. В шипибо выделяют 4 наречия:
- конибо
- шитибо (шетебо) с диалектами сетебо, сетибо, шитибо и маноита
- малибо (писквибо)
- шипибо

## Грамматика
В языке 17 гласных и 26 согласных.

## Алфавит
Алфавит языка шипибо-конибо описывается латинскими буквами и буквосочетаниями.
a, b, c, ch, e, h, hu, i, j, m, n, o, p, q, r, s, sh, s̈h, t, ts, y